# Isaiah Mobley
Eric Isaiah Mobley, född 24 september 1999 i San Diego i Kalifornien, är en amerikansk professionell basketspelare (PF) som spelar för Philadelphia 76ers i National Basketball Association (NBA). Han har tidigare spelat för Cleveland Cavaliers.
Mobley draftades av Cleveland Cavaliers i andra rundan i 2022 års draft som 49:e spelare totalt.
Innan han blev proffs studerade Mobley vid University of Southern California och spelade för deras idrottsförening USC Trojans.
Han är bror till Evan Mobley.